# عمارت قریشی
عمارت قریشی مربوط به اوایل دوره پهلوی است و در شهرستان خواف، ۲۵۰ متری شرق روستای علی‌آباد واقع شده و این اثر با شمارهٔ ثبت ۲۸۱۰۱ به‌عنوان یکی از آثار ملی ایران به ثبت رسیده‌است.